# Энгельсхольм-Сё
Э́нгельсхольм-Сё (дат. Engelsholm Sø) — озеро в Дании, располагается на территории коммуны Вайле в регионе Южная Дания на востоке средней части Ютландии. Исток реки Вайле-О. Относится к бассейну Малого Бельта.
Энгельсхольм-Сё находится на высоте 55 м над уровнем моря. Имеет слегка субмеридионально вытянутую форму. Площадь акватории составляет 0,43 км². Протяжённость береговой линии — 3,3 км. В озеро впадает несколько небольших водотоков. Из юго-западной оконечности около Нёрупа вытекает река Вайле-О, впадающая в Вайле-фьорд Малого Бельта.
К озеру прилегают три населённых пункта: Нёруп, Энгельсхольм и Сёдовер.